# Armando Lozano
Armando Lozano Sánchez (Motril, 16 dicembre 1984) è un ex calciatore spagnolo, di ruolo difensore.
Ha totalizzato 12 presenze nella Liga 2007-2008 con la maglia del Levante.